# Сосниця (Новгородська область)
Сосниця (рос. Сосница) — присілок в Старорусському районі Новгородської області Російської Федерації.
Населення становить 21 особу. Входить до складу муніципального утворення Великосельське сільське поселення.

## Історія
Від 2004 року входить до складу муніципального утворення Великосельське сільське поселення.

## Населення
| 2010 | 2011 | 2012 | 2013 |
| ---- | ---- | ---- | ---- |
| 8    | ↗16  | ↘14  | ↗21  |